# Neophocaena asiaeorientalis
O boto-liso-chinês (Neophocaena asiaeorientalis) é uma espécie de cetáceo odontoceto da família Phocoenidae, endêmica do Rio Yangtze na China. É possivelmente a única espécie de cetáceo de água doce do país, considerando a possível extinção do baiji, uma espécie de golfinho de água doce que também é nativa do Yangtze. O boto-liso-chinês é considerado em perigo de extinção, com uma população estimada de 1000 indivíduos. As ameaças à espécie são as mesmas que foram enfentadas pelo baiji, e são decorrentes de atividade humana como a pesca ilegal, a poluição, o tráfego de barcos e a construção de represas. Devido ao rápido declínio no número de indivíduos, tanto o governo chinês quanto ONGs estão trabalhando para tentar salvar a espécie da extinção. Foi considerada coespecífica com a Neophocaena phocaenoides, entretanto ambas são reprodutivamente isoladas e morfologicamente distintas.